# Café Maiasmokk

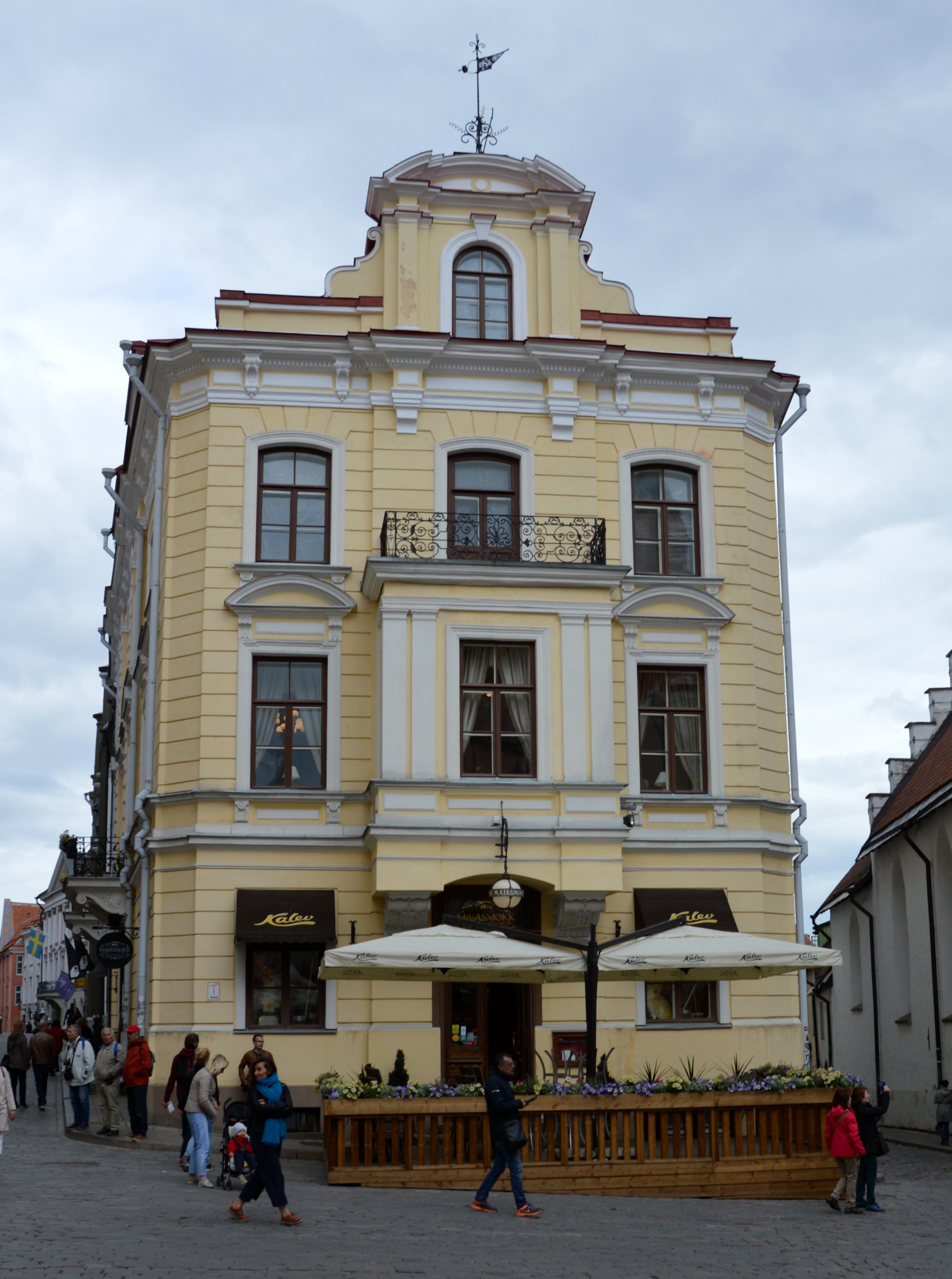
Café Maiasmokk, Blick von Westen, 2018

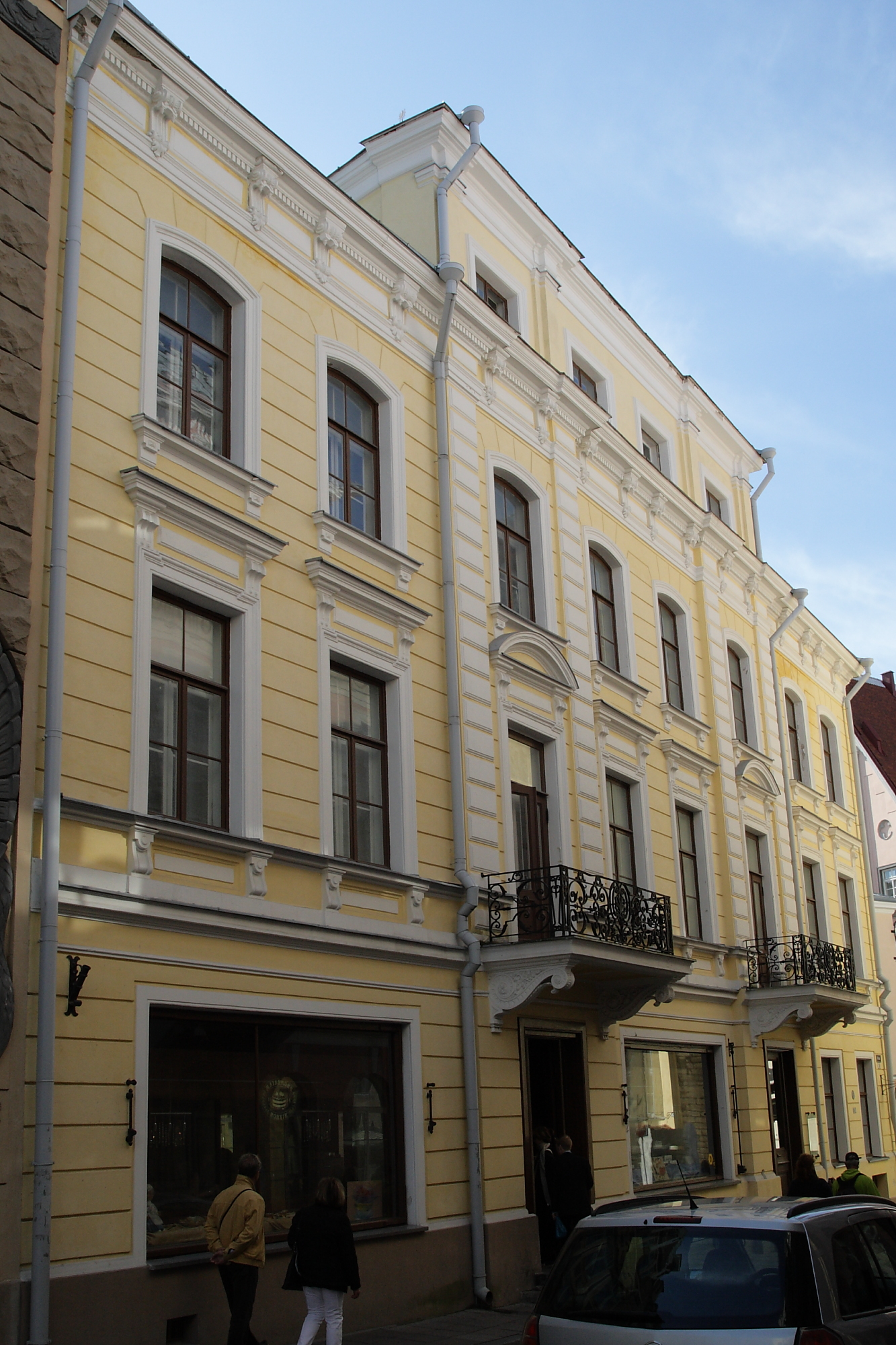
Nordfassade zur Langstraße, 2011

Das Café Maiasmokk ist ein bekanntes Café in der estnischen Hauptstadt Tallinn (deutsch Reval).

## Lage
Es befindet sich in der historischen Revaler Altstadt in einer Ecklage an der Einmündung der Heiligengeiststraße (estnisch Pühavaimu) auf die Langstraße (Pikk), an der Adresse Langstraße 17.

## Architektur und Geschichte
Das Café befindet sich in den beiden unteren Geschossen eines dreigeschossigen denkmalgeschützten Gebäudes. Im Mittelalter befanden sich an der Stelle des heutigen Gebäudes zumindest zwei Grundstücke. 1875 erwarb der deutsch-baltische Konditor Georg Johan Stude, dem seit 1864 in der Nachbarschaft eine Konditorei gehörte, das Anwesen und ließ 1876 durch den Architekten T. Hamm den jetzigen Bau im Stil der Neorenaissance errichten, der zu drei Seiten repräsentative Fassadengestaltungen zeigt. Auch Teile der historistischen Inneneinrichtung sind erhalten. Bemerkenswert ist eine bemalte Buntglasdecke in Räumen des Cafés. Das Café gilt als ältestes noch in Betrieb befindliches Café Estlands.
Stude betrieb mit großem Erfolg das Café. Der estnische Name Maiasmokk bedeutet im Deutschen so viel wie Leckermaul oder Feinschmecker. Außerdem produzierte Stude hier auch Marzipan, das auch an den Zarenhof in Sankt Petersburg geliefert wurde. Mit der Umsiedlung der Deutschbalten im Jahr 1939 endete der Betrieb durch die Familie Stude. Letzter Geschäftsinhaber war Alexander Reinhold Stude. Das Café wurde 1940 mit weiteren Konditoreien und Süßwarenherstellern zusammengeschlossen und verstaatlicht. Ab 1948 wurde diese Unternehmen unter dem Namen Kalev betrieben.
Neben dem auch heute noch bestehenden Café, indem es insbesondere Torten und Gebäck und im oberen Geschoss ein Restaurant gibt, besteht eine Martsipanituba (deutsch: Marzipanstube) genannte Verkaufsstelle für Marzipan der Firma Kalev. Zugleich wird dort auch die Geschichte des Revaler Marzipans dargestellt.
Als Denkmal wurde das Haus am 4. November 1999 registriert und ist unter der Nummer 8518 im estnischen Denkmalverzeichnis eingetragen.